# 十六相
十六相又稱十六族，堯舜時期的十六位賢臣。
十六相又分高阳氏的后代八恺和高辛氏的后代八元。蒼舒、隤敳、檮戭、大臨、尨降、庭堅、仲容、叔達為八愷。高辛氏也有才子八人：伯奋、仲堪、叔献、季仲、伯虎、仲熊、叔豹、季貍。
《左传·文公十八年》：“是以尧崩而天下如一，同心戴舜，以为天子，以其举十六相，去四凶也。”杜甫在《述古三首》之二说：“舜举十六相，身尊道何高。”唐顺之《廷试策》：“内则九官、十六相以为岳牧之倡，外则四岳、十二牧以任总领之责。”